# یون سوک یول
این یک نام کره‌ای است؛ نام خانوادگی یون است.
یون سوک یول (کره‌ای: 윤석열؛ زادهٔ ۱۸ دسامبر ۱۹۶۰)، سیاستمدار، دادستان عمومی سابق و وکیل اهل کره جنوبی است که از سال ۲۰۲۲ تا سال ۲۰۲۵ به عنوان سیزدهمین رئیس‌جمهور کره جنوبی فعالیت می‌کرد. او از سال ۲۰۱۹ تا ۲۰۲۱ به عنوان دادستان کل کره جنوبی فعالیت کرده است.
یون سوک یول زادهٔ سئول است و در دانشگاه ملی سئول تحصیل کرده است. او در سمت خود به عنوان رئیس دفتر دادستانی ناحیه مرکزی سئول نقشی مهم در محکومیت رئیس‌جمهورهای سابق، پارک گون هه و لی میونگ باک، به خاطر سوءاستفاده از قدرت داشت. بعداً، یون به عنوان دادستان کل کره جنوبی از سال ۲۰۱۹ تا ۲۰۲۱ بود و در آن زمان چو کوک، که چهره‌ای با نفوذ در دولت مون جه-این بود را محکوم کرد. یون به عنوان یکی از اعضای حزب قدرت مردم، به سختی و با فاصله‌ای کم توانست لی جه میونگ نامزد حزب دموکراتیک کره را در انتخابات ریاست‌جمهوری کره جنوبی ۲۰۲۲ شکست دهد. یون در ۱۰ مه ۲۰۲۲ سمت ریاست‌جمهوری را بر عهده گرفت.

## سنین جوانی و تحصیلات

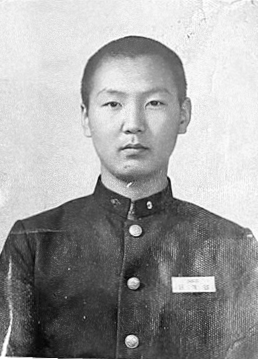
یون در سال ۱۹۷۶، در سن ۱۶ سالگی.

یون در سال ۱۹۶۰ در باشگاه یون - شرق، ناحیه سئودامون، سئول متولد شد. برخی احتمال داده‌اند که او اهل هونام بوده است، اما به عنوان اطلاعات نادرست گزارش شده است. پدرش یون کی جونگ در نونسان متولد شد و یک معلم بازنشسته فارغ‌التحصیل از دانشگاه یونسی و دانشگاه هیتوتسوباشی است که بعداً انجمن آمار کره را تأسیس کرد و اکنون عضو کامل آکادمی ملی علوم جمهوری کره است. مادرش در گانگ‌نئونگ به دنیا آمد و قبل از ترک این سمت پس از ازدواج، مدرس دانشگاه اوها زنان بود. یون در مدرسه ابتدایی دایگوانگو مدرسه راهنمایی جونگرنگ تحصیل کرد و پس از پایان کلاس هشتم به مدرسه راهنمایی چونگاممنتقل شد. پس از فارغ‌التحصیلی از دبیرستان چونگام، او در دانشگاه ملی سئول در رشته حقوق تحصیل کرد. او همکار مون کانگ بائه، وکیلی است که یون را فردی «برونگرا و وفادار» توصیف کرده است. مدت کوتاهی پس از قیام گوانگجو، یون و همکارانش یک محاکمه ساختگی برگزار کردند، جایی که او به عنوان دادستان عمل کرد و خواستار مجازات اعدام برای چون دو هوان، رئیس‌جمهور جمهوری شد. پس از محاکمه ساختگی، یون به استان گانگوون گریخت. یون در سال ۱۹۸۲ به دلیل آنیزومتروپی از خدمت ملی معاف شد. یون بعداً اضافه کرد که به دلیل این شرایط نتوانست گواهینامه رانندگی بگیرد.
یون بخش اول آزمون وکالت را در سال چهارم دانشگاه گذراند، اما در قسمت دوم مردود شد. او برای ۹ سال بعد به شکست ادامه داد. دلایل تلاش‌های ناموفق او مشخص نیست، اما علت اصلی به‌طور گسترده محاکمه ساختگی او علیه چون دو هوان است. او سرانجام در سال ۱۹۹۱، در همان کلاس فارغ‌التحصیلی به عنوان نماینده حزب دموکرات و وزیر دادگستری پارک بئوم کیه گذراند.

## در آغاز کار
یون کار خود را در دفتر دادستان عمومی دایگو در سال ۱۹۹۴ آغاز کرد. او ریاست شعبه ویژه و بازپرسی مرکزی را بر عهده داشت که هر دو پرونده‌های مربوط به فساد را بررسی می‌کنند. در سال ۱۹۹۹، او دستیار کمیسر پارک هوی وون را که با وجود مخالفت‌های شدید بوروکرات‌ها در کابینه کیم دائه جونگ، در فساد دست داشت، دستگیر کرد.
در ژانویه ۲۰۰۲، یون برای مدت کوتاهی به عنوان وکیل در بائه، کیم و لی کار کرد اما چون احساس می‌کرد که برای این موقعیت مناسب نیست، آنجا را ترک کرد. پس از بازگشت به عنوان دادستان، او چهره‌های طرفدار رو مو هیون مانند آن هی جونگ و کانگ کیوم وون را تحت پیگرد قانونی قرار داد. در سال ۲۰۰۶، او چانگ مونگ کو را به دلیل همدستی در یک پرونده مالی در شرکت هیوندای موتور دستگیر کرد. در سال ۲۰۰۸، او برای تیم مشاور مستقل برای حل و فصل حادثه بی بی کی مربوط به رئیس‌جمهور لی میونگ باک کار کرد. در سال ۲۰۱۳، یون یک تیم تحقیقاتی ویژه را رهبری کرد که به بررسی دخالت سرویس اطلاعات ملی (ان ای اس) در رسوایی دستکاری افکار عمومی ان ای اس در سال ۲۰۱۲ پرداخت. یون به دنبال پیگرد قانونی رئیس سابق ان ای اس، وون سی هون، به دلیل نقض قانون انتخابات رسمی بود. او وزیر دادگستری هوانگ کیوآهن را متهم کرد که بر تحقیقات او تأثیر گذاشته است. در نتیجه، او از دفتر دادستانی سئول به دفتر دادستانی عالی دائگو و دایجون تنزل یافت. یون بعداً رئیس تحقیقات در تیم دادستان ویژه پارک یانگ سو شد، که اتهامات مربوط به رسوایی چوی سون-سیل در سال ۲۰۱۶ مربوط به چوی، نایب رئیس سامسونگ، لی جائه یونگ و رئیس‌جمهور وقت، پارک گئون هی را بررسی کرد. که منجر به استیضاح رئیس‌جمهور در دسامبر ۲۰۱۶ شد. در ۱۹ می ۲۰۱۷، رئیس‌جمهور تازه منتخب مون جائه این، یون را به عنوان رئیس دفتر دادستانی ناحیه مرکزی سئول منصوب کرد.[۶] دادستان دو رئیس‌جمهور سابق لی میونگ باک و پارک گئون هی، سه رئیس سابق ان ای اس، یانگ سونگ تائه رئیس سابق دادگستری و بیش از ۱۰۰ مقام سابق و مدیران تجاری تحت تصدی وی را متهم کرد. یون همچنین تحقیقاتی را در مورد کلاهبرداری حسابداری در سامسونگ رهبری کرد.

## دادستان کل
در ۱۷ ژوئن ۲۰۱۹، یون به عنوان دادستان کل، به جای مون مو ایل، نامزد شد. نامزدی او مورد استقبال حزب حاکم دمکرات و حزب برای دموکراسی و صلح قرار گرفت، اما با مخالفت حزب لیبرتی کره و حزب بارونمیراء مواجه شد. حزب کوچک عدالت حزب بی‌طرف باقی ماند. در ۱۶ ژوئیه رسماً به عنوان دادستان کل جدید منصوب شد و ۹ روز بعد کار خود را آغاز کرد. رئیس‌جمهور مون به او دستور داد که بی‌طرف باشد و افزود که هر نوع فسادی که مربوط به دولت است باید به شدت مورد بررسی قرار گیرد. یون تحقیقاتی را علیه وزیر دادگستری چو کوک که در رسوایی‌های مختلف دست داشت، رهبری نکرده است. تصمیم او برای محاکمه مورد استقبال مخالفان قرار گرفت، اما توسط حزب دمکرات و حامیان آن محکوم شد. پس از اینکه چو می آئه به عنوان وزیر دادگستری جدید منصوب شد، او علیه چندین دادستان نزدیک به یون اقدام کرد. چو تصمیم خود را به شکست یون در ارائه طرح سازماندهی مجدد برای بخش خود نسبت داد، که او درخواست کرد، اما این به عنوان تلافی توسط خانه آبی برای پیگرد قانونی چو کوک تلقی شد. در آوریل ۲۰۲۰، قانونگذاران حزب دموکرات دوباره به یون حمله کردند و از او خواستند استعفا دهد زیرا دادستانی تحقیقات در مورد موارد نقض قوانین انتخاباتی را که هم سیاستمداران حاکم و هم مخالفان را درگیر می‌کرد و همچنین مشکوک به تقلب در انتخابات در رقابت شهرداری اولسان برای شهردار سونگ چئول هو در سال ۲۰۱۸ آغاز کرد. توسط دبیران ارشد در خانه آبی

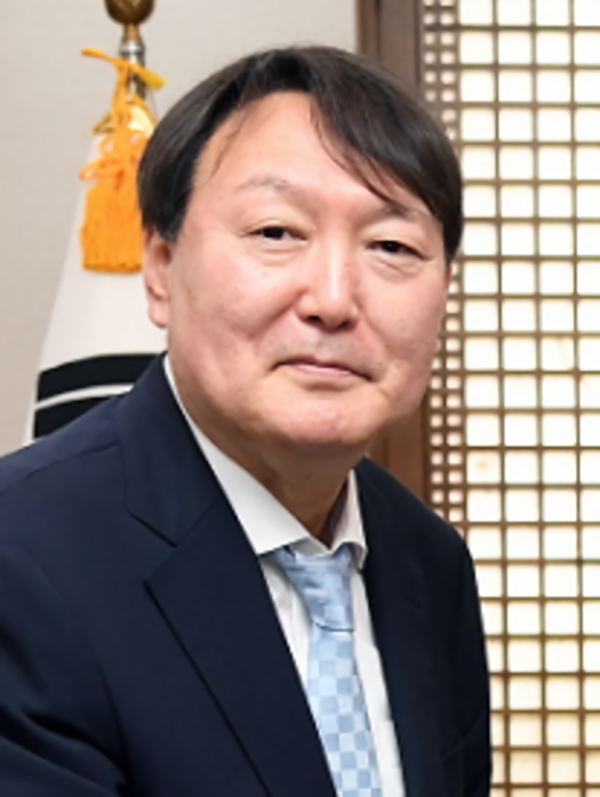
یون در سال ۲۰۱۹

## تعلیق، اعاده به قدرت و استعفا
در ۲۴ نوامبر ۲۰۲۰، وزیر دادگستری چو می آئه، یون را به دلیل نقض اخلاقی، سوء استفاده از قدرت و دخالت در تحقیقات همکاران و اعضای خانواده‌اش از سمت خود تعلیق کرد. یون دستور تعلیق وزیر را صادر کرد که در اول دسامبر توسط دادگاه اداری سئول تأیید شد و به‌طور موقت تعلیق را متوقف کرد. سپس در ۱۶ دسامبر، وزارت دادگستری یون را به مدت دو ماه تعلیق نمود و وی چهار مورد از شش اتهام اصلی را در خصوص اقدامات انضباطی پذیرفت. این تصمیم متعاقباً توسط رئیس‌جمهور مون تأیید شد. با این حال، در ۲۴ دسامبر، به دنبال دستوری که در دادگاه اداری سئول ارائه شد، تعلیق لغو شد زیرا دادگاه ادعای یون مبنی بر غیرعادلانه بودن روند تعلیق او را پذیرفت. در ۴ مارس ۲۰۲۱ یون استعفای خود را ارائه کرد که توسط رئیس‌جمهور مون پذیرفته شد.

## انتخابات ریاست جمهوری ۲۰۲۲
یون از عواقب رسوایی چو کوک به عنوان یک نامزد بالقوه ریاست جمهوری برای انتخابات ریاست جمهوری ۲۰۲۲ در نظر گرفته شده بود و حداقل از ژانویه ۲۰۲۰ به عنوان یک نامزد مهم در نظرسنجی‌های انتخابات عمومی ظاهر شد. در نظرسنجی ژانویه ۲۰۲۱ که شامل همه نامزدهای احتمالی ریاست جمهوری بود، یون با ۳۰٫۴ درصد آرا از لی جائه میونگ و لی ناک یون، پیشتازان حزب دموکرات، بالاتر بود. سپس در ۲۹ ژوئن ۲۰۲۱، یون رسماً نامزدی خود را در انتخابات ریاست جمهوری ۲۰۲۲ اعلام کرد. او در ۱۲ ژوئیه در کمیسیون ملی انتخابات به عنوان نامزد مستقل ثبت نام کرد. در ۳۰ ژوئیه ۲۰۲۱، یون رسماً به حزب محافظه کار مردم قدرت پیوست که در حال حاضر حزب اصلی مخالف در کره جنوبی است. پیش از این یون یک مستقل سیاسی بود، اگرچه حمایت مردمی او عمدتاً از جانب محافظه کاران بود. یون توسط چوی جائه هیونگ، یکی دیگر از نامزدهای ریاست جمهوری ۲۰۲۲، در یک مراسم عمومی کوچک در مقر پی پی پی واقع در یویدو، سئول، مورد استقبال قرار گرفت. چوی رئیس سابق هیئت حسابرسی و بازرسی بود و همچنین اخیراً به پی پی پی پیوسته بود و در ۱۵ ژوئیه رسماً به عضویت آن درآمد. مراسم استقبال یون از حزب قدرت مردم به ویژه شامل لی جون سوک رهبر اخیر حزب نبود. که در آن زمان خارج از سئول بود.

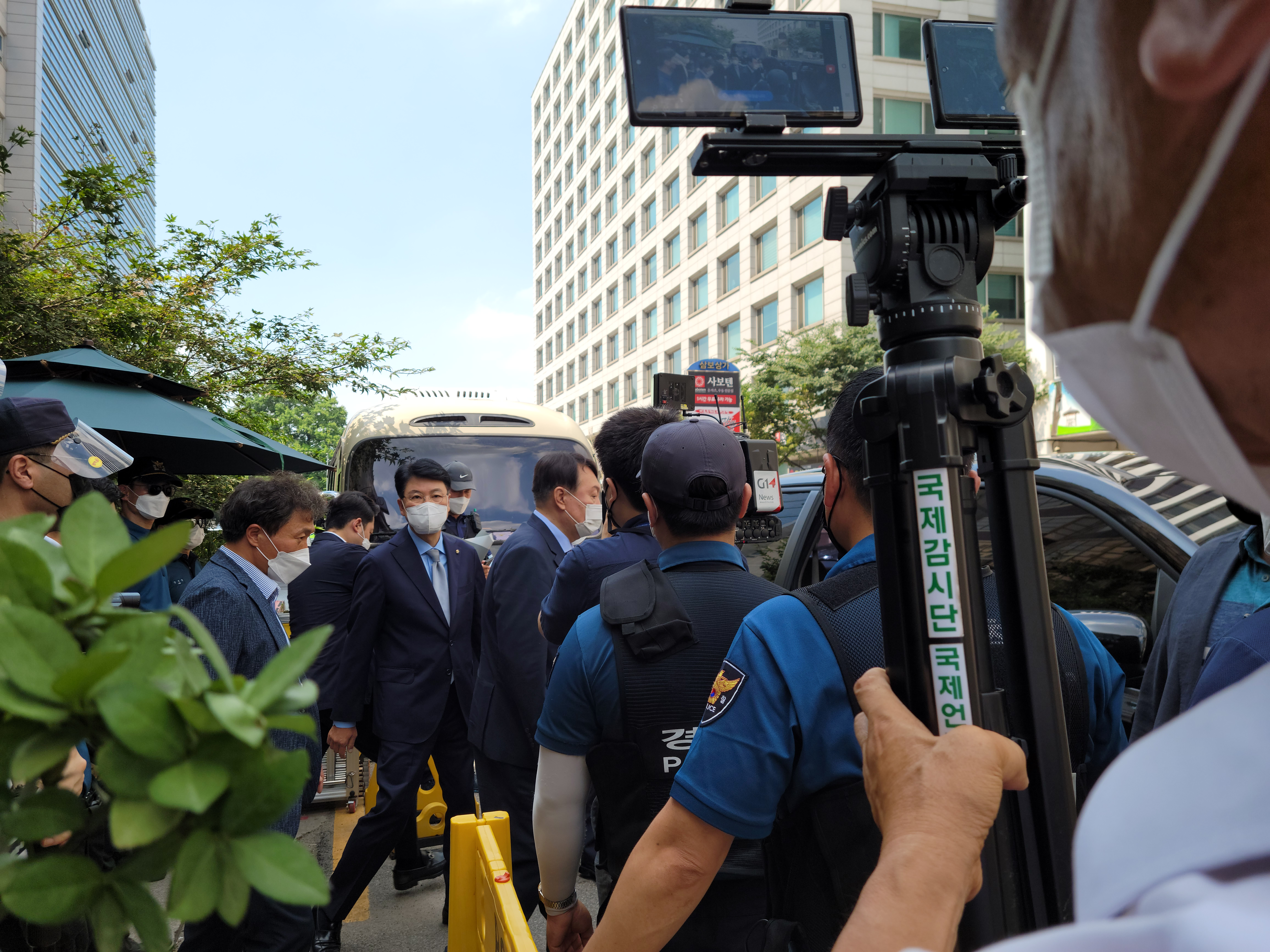
یون سوک یول ترک را ترک می‌کند حزب قدرت مردم (پی پی پی) دفتر مرکزی اندکی پس از پیوستن به حزب در ۳۰ ژوئیه ۲۰۲۱

در طول دوره انتخابات مقدماتی، یون به دلیل چندین گاف و اظهارات جنجالی مورد انتقاد قرار گرفت. در ماه ژوئیه، یون از ۱۲۰ ساعت کار در هفته دفاع کرد و در عین حال از سیاست رئیس‌جمهور مون در مورد حداکثر ۵۲ ساعت کار در هفته انتقاد کرد. یون از قانون‌زدایی استانداردهای ایمنی مواد غذایی حمایت می‌کرد، زیرا به نظر او، «افراد فقیر باید اجازه داشته باشند که غذای نامرغوب با قیمت‌های پایین‌تر بخورند»، با اشاره به کتاب «انتخاب آزادانه: بیانیه شخصی» اقتصاددان میلتون فریدمن در سال ۱۹۸۰ به عنوان الهام‌بخش این ایده. در ماه اوت، یون اظهار داشت که جنبش فمینیستی اخیر کره جنوبی عامل مهمی در موضوع نرخ پایین زاد و ولد در این کشور بوده است. در اواخر همان هفته، یون طی مصاحبه ای با بوسان ایلبو ادعا کرد که «اساساً هیچ نشت تشعشعی» از فاجعه هسته ای فوکوشیما دایچی وجود نداشته است زیرا «خود راکتورها فرو نریخته‌اند.»
در ۲ سپتامبر ۲۰۲۱، وب‌سایت خبری اخبار گزارش داد که یون در زمان خود به عنوان دادستان کل، ظاهراً به یک دادستان ارشد و یک سیاستمدار دستور داده بود تا قبل از انتخابات پارلمانی ۲۰۲۰ علیه سیاستمداران حزب دموکرات شکایت‌های جنایی با انگیزه‌های سیاسی ارائه کنند تا بر این اساس تأثیر بگذارد. انتخابات در این مقاله ادعا شده بود که یون به سون جون سونگ، دادستان ارشد دستور داد تا علیه نامزدهای مخالف حزب دموکرات شکایت جنایی کند و به کیم وونگ، عضو مجلس ملی PPP نیز دستور داد تا قبل از انتخابات ۲۰۲۰ علیه سیاستمداران حزب دموکرات و روزنامه نگاران دوستانه حزب دموکرات شکایت جنایی کند. در پاسخ به این اتهامات، تحقیقات داخلی توسط دادستانی عالی و تحقیقات توسط اداره تحقیقات فساد اداری برای مقامات عالی‌رتبه (CIO) که اخیراً تشکیل شده است، آغاز شد. یون این اتهامات را رد کرد و در پاسخ به اتهامات و تحقیقات، خبرچین چو سونگ یون و مدیر پارک خدمات اطلاعات ملی جی وون را به CIO گزارش داد. مدت کوتاهی پس از انتشار این اتهامات، حمایت از هونگ جون پیو، نامزد اولیه حزب مردمی حزب کمونیست، که در انتخابات ریاست جمهوری سال ۲۰۱۷ نامزد حزب پیشین حزب لیبرتی کره بود، در نظرسنجی‌ها به شدت افزایش یافت و هونگ را به مهم‌ترین رقیب یون از ابتدا تبدیل کرد. از چرخه مبارزات انتخاباتی نظرسنجی ۶ سپتامبر از رقبای همه احزاب حاکی از حمایت از هنگ با ۱۳٫۶ درصد بود، نسبت به ۴٫۲ درصد در هفته قبل، پس از یون که حمایت ۲۶٫۴ درصدی داشت. در طول مناظره اولیه اول اکتبر در میان همه نامزدهای واجد شرایط ریاست جمهوری PPP، به نظر می‌رسید که یون شخصیت هانجا برای "پادشاه" را روی کف دست چپش نوشته است، طلسمی برای خوش شانسی که اغلب به توصیه شمن‌ها نوشته می‌شود. بلافاصله پس از آن به‌طور گسترده گزارش شد که یون در دو مناظره اولیه قبلی نیز این علامت را روی دست خود داشت. مخالفان اصلی یون، از جمله هونگ جون پیو و یو سونگ مین، یون را به دلیل استفاده از شیوه‌های شمنیستی مورد انتقاد قرار دادند و با رسوایی چوی سون سیل که در آن رئیس‌جمهور پارک گئون هی به یک شمن اجازه نفوذ نامناسب بر تصمیمات اجرایی او را داد، مقایسه‌های نامطلوبی انجام دادند. . در پاسخ به این انتقاد، یون اظهار داشت که "یک حامی آن را به عنوان یک پیام حمایتی ترسیم کرد و مرا تشویق کرد که مانند یک "پادشاه" در طول مناظره اعتماد به نفس داشته باشم" و او فراموش کرده بود که علامت را بشویید. در ماه اکتبر، یون در مورد دیکتاتور سابق ارتش راست افراطی کره جنوبی، چون دو هوان اظهارات تمجیدی کرد. این اظهارات در دیدار با مقامات حزب قدرت مردم در بوسان بیان شد، که طی آن یون گفت که "بسیاری از مردم هنوز چون را در سیاست خوب عمل کرده است، به جز کودتای نظامی و قیام گوانگجو"، بعداً اضافه کرد که او حتی به مردم معتقد است. هونام، منطقه جغرافیایی از جمله گوانگجو، همین احساس را داشت. چون دو هوان، شخصیتی که به‌طور گسترده در کره جنوبی مورد توهین قرار می‌گیرد، مسئول نقض حقوق بشر متعدد از جمله شکنجه و کشتار غیرنظامیان بی گناه بود. یون بابت این اظهارات عذرخواهی کرد. با این حال، مدت کوتاهی پس از عذرخواهی یون، تصویری را در حساب اینستاگرام خود منتشر کرد که در آن به سگش سیب می‌خورد. از آنجایی که کلمات "سیب" و "عذرخواهی" در زبان کره ای هموگراف هستند ("사과")، این به عنوان یک بیانیه تمسخر آمیز در مورد عذرخواهی قبلی خود تعبیر شد. اظهارات مربوط به چون و همچنین پست اینستاگرامی توسط هر سه نامزد باقی مانده در انتخابات مقدماتی حزب قدرت مردم مورد انتقاد قرار گرفت. یون در تاریخ ۱۰ نوامبر هنگام بازدید از گورستان ملی ۱۸ می در گوانگجو، مجدداً به دلیل اظهارات خود عذرخواهی کرد، اگرچه بازدید وی با معترضان روبرو شد.

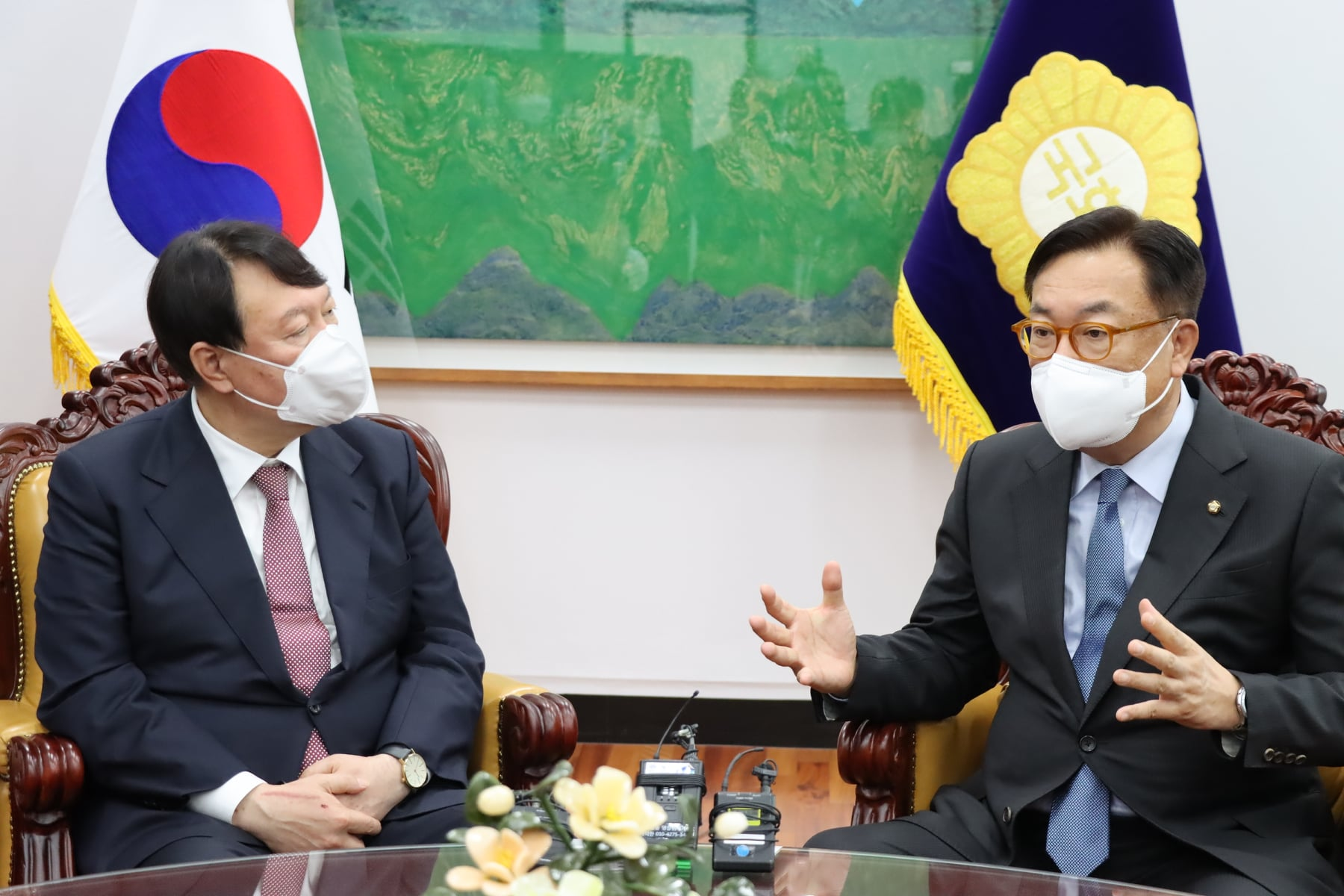
یون با چونگ جین سوک درنوامبر ۲۰۲۱

در ۵ نوامبر ۲۰۲۱، یون رسماً نامزد حزب قدرت مردم برای انتخابات ریاست‌جمهوری کره جنوبی (۲۰۲۲) شد. این پیروزی پس از آن به دست آمد که یون با افزایش حمایت از نامزد رقیب هونگ جون پیو در هفته‌های آخر انتخابات مقدماتی مبارزه کرد. این نامزدی نتیجه یک دوره چهار روزه رای‌گیری توسط اعضای حزب و عموم مردم بود. یون سوک یول ۴۷٫۸۵ درصد آرا، در مجموع ۳۴۷۹۶۳ رای به دست آورد و از میان نامزدهای باقی مانده، هونگ جون پیو ۴۱٫۵۰ درصد آرا، یو سونگ مین ۷٫۴۷ درصد آرا و وون هی ریونگ برنده شدند. ۳٫۱۷ درصد آرا.
یون در انتخابات ریاست جمهوری ۲۰۲۲ که در ۹ مارس ۲۰۲۲ برگزار شد، با اختلاف اندکی پیروز شد. لی جه میونگ، نامزد حزب دموکراتیک کره، در ساعات اولیه روز بعد شکست خود را پذیرفت.

## حکومت نظامی
در دسامبر ۲۰۲۴، رئیس‌جمهور کره‌جنوبی «یون» به‌طور ناگهانی حکومت نظامی اعلام کرد و اقداماتی تحریک‌آمیز علیه کره‌شمالی انجام داد که بدون هماهنگی با نهادهای نظامی بود. این تصمیم با واکنش شدید سیاسی روبه‌رو شد و مجلس ملی سریعاً آن را لغو کرد. اعتراضات گسترده، استعفای مقامات بلندپایه، و درخواست‌های مکرر برای استعفای یون به دنبال داشت. با این حال، او از کناره‌گیری خودداری کرد و اقدامش را قانونی دانست. پس از آغاز تحقیقات دربارهٔ اتهامات شورش و سوءاستفاده از قدرت، او ممنوع‌الخروج شد، مورد بازجویی قرار نگرفت، بازداشت و نهایتاً به «رهبری شورش» متهم شد. پس از برگزاری جلسات استیضاح، در آوریل ۲۰۲۵، دادگاه قانون اساسی رأی به برکناری رسمی او داد. یون اکنون اولین رئیس‌جمهور کره‌جنوبی است که در زمان مسئولیت بازداشت و از مقام خود برکنار شده است.

## زندگی شخصی
یون سوک یول از سال ۲۰۱۲ با کیم کون هی ازدواج کرده است. همسرش بیان کرد که اصطلاح همسر رئیس‌جمهور را به بانوی اول ترجیح می‌دهد.
کیم کون هی (کره‌ای: 김건희؛ انگلیسی: Kim kun-hee) رئیس شرکت کوانا کانتنتس است، شرکتی که در نمایشگاه‌های هنری تخصص دارد.